# Lijst van afleveringen van DuckTales
Dit is een lijst van afleveringen van DuckTales, een animatieserie rond de avonturen van Kwik, Kwek en Kwak en hun rijke oom Dagobert.
DuckTales telt in totaal 100 afleveringen verdeeld over 3 seizoenen. Seizoen 1 telt 65 afleveringen, seizoen 2 telt 28 afleveringen en seizoen 3 in totaal 7 afleveringen. Een deel van de afleveringen is uitgebracht op DVD.
Er zijn 3 DVD collecties uitgebracht in 2012; The First Collection (20 afleveringen), The Second Collection (24 afleveringen) en Third Collection (24 afleveringen). Allen bestaan uit 3 DVD's, maar de 1e collectie bevat geen Nederlandse audio. 
Daarnaast zijn er in 2007 twee losse verzamel DVD's uitgebracht met Nederlandse audio; Ducktales; Vol 1, Hotel Von Schnabel met 6 afleveringen en Ducktales; Vol 2, Dorus Superdoe met 7 afleveringen. Echter twee afleveringen bevatten geen Nederlandse audio op Volume 2. Dit zijn de afleveringen "Mijn geld spoelt weg" en "Een walvis vol goud". Deze staan wel met Nederlandse audio op de Second Collection Volume 2.
Vanaf september 2019 zijn er 75 afleveringen met Nederlandse audio te zien en 23 afleveringen met Engelstalige audio op de streamingdienst Disney+. De afleveringen "Mummie, Help!" en "De Slag Bij Kwakerloo" ontbreken.

## Seizoen 1
| Nr. serie                                                               | Originele titel                                                     | Nederlandse titel                                             | Nederlandse DVD                       | Disney+ |  |
| ----------------------------------------------------------------------- | ------------------------------------------------------------------- | ------------------------------------------------------------- | ------------------------------------- | ------- |  |
| 1                                                                       | Don't Give Up The Ship (Part 1 of 'Treasure of the Golden Suns')    | "Het Raadsel Van Het Schip"                                   | "Second Collection Volume 1"          | ja      |  |
| De neefjes trekken bij oom Dagobert in.                                 |                                                                     |                                                               |                                       |         |  |
| 2                                                                       | Wronguay in Ronguay (Part 2 of 'Treasure of the Golden Suns')       | "Goudschat van Ronguay"                                       | "Second Collection Volume 1"          | ja      |  |
| Goudglans wil de rijkste eend worden.                                   |                                                                     |                                                               |                                       |         |  |
| 3                                                                       | Three Ducks Of The Condor (Part 3 of 'Treasure of the Golden Suns') | "Avontuur in de Andes"                                        | "Second Collection Volume 1"          | ja      |  |
| Dagobert zoekt naar schatten in een vliegtuig.                          |                                                                     |                                                               |                                       |         |  |
| 4                                                                       | Cold Ducks (Part 4 of 'Treasure of the Golden Suns')                | "Diepvries Eenden"                                            | "Second Collection Volume 1"          | ja      |  |
| Dagobert is gestrand op Antarctica.                                     |                                                                     |                                                               |                                       |         |  |
| 5                                                                       | Too Much Of A Gold Thing (Part 5 of 'Treasure of the Golden Suns')  | "Allemaal Goud Wat Er Blinkt"                                 | "Second Collection Volume 1"          | ja      |  |
| Dagobert en de neefjes belanden in de jungle van Peru.                  |                                                                     |                                                               |                                       |         |  |
| 6                                                                       | Armstrong                                                           | "Samson De Robot"                                             | "Ducktales vol. 1 Hotel Von Schnabel" | ja      |  |
| Willie vindt een robot uit die alles kan.                               |                                                                     |                                                               |                                       |         |  |
| 7                                                                       | Luck o' The Ducks                                                   | "Smarachten Eiland"                                           | "Second Collection Volume 3"          | ja      |  |
| Dagobert vindt een kabouter die hem naar Ierland leidt.                 |                                                                     |                                                               |                                       |         |  |
| 8                                                                       | Till Nephews Do Us Part                                             | "Tot de neefjes ons scheiden"                                 | "Third Collection Volume 2"           | ja      |  |
| Dagobert wordt verleid door de mooie Millionara.                        |                                                                     |                                                               |                                       |         |  |
| 9                                                                       | Nothing To Fear                                                     | "Niks te vrezen"                                              | "Third Collection Volume 1"           | ja      |  |
| Zwarte Magica brengt angstbeelden tot leven.                            |                                                                     |                                                               |                                       |         |  |
| 10                                                                      | Duck In The Iron Mask                                               | "De eend in de ijzeren masker"                                | "Third Collection Volume 1"           | ja      |  |
| Kwek wil niet voor Kwik en Kwak worden aangezien.                       |                                                                     |                                                               |                                       |         |  |
| 11                                                                      | Much Ado About Scrooge                                              | "Ook Gij, Dagobert"                                           | "Ducktales vol. 2 Dorus Superdoe"     | ja      |  |
| Dagobert zoekt naar een stuk van William Weekspier.                     |                                                                     |                                                               |                                       |         |  |
| 12                                                                      | Spies In Their Eyes                                                 | "Gevaarlijke ogen"                                            | "Third Collection Volume 2"           | ja      |  |
| Donald steelt een onderdeel van een geheime onderzeeër.                 |                                                                     |                                                               |                                       |         |  |
| 13                                                                      | Dime Enough For Duck                                                | "Bliss verandering gevallen"                                  | "Third Collection Volume 1"           | ja      |  |
| Guus Geluk bewijst dat hij de meeste mazzel heeft.                      |                                                                     |                                                               |                                       |         |  |
| 14                                                                      | Jungle Duck                                                         | "Jungle Duck"                                                 | "Third Collection Volume 1"           | ja      |  |
| Dagobert en de neefjes worden naar Afrika gelokt.                       |                                                                     |                                                               |                                       |         |  |
| 15                                                                      | Scroogerello                                                        | "Dagopoester"                                                 | "Second Collection Volume 3"          | ja      |  |
| Een zieke Dagobert ergert zich aan zijn verzorgers.                     |                                                                     |                                                               |                                       |         |  |
| 16                                                                      | Topduck                                                             | "Alle Eendjes Vliegen"                                        | "Ducktales vol. 2 Dorus Superdoe"     | ja      |  |
| Turbo bestuurt Dagobert zijn vliegtuig.                                 |                                                                     |                                                               |                                       |         |  |
| 17                                                                      | Bermuda Triangle Tangle                                             | "Bermuda problemen"                                           | "niet verschenen"                     | ja      |  |
| Dagobert en de neefjes stranden op een eiland.                          |                                                                     |                                                               |                                       |         |  |
| 18                                                                      | The Status Seekers                                                  | "De status zoeker"                                            | "Third Collection Volume 1"           | ja      |  |
| Het verbond van Statuszoekers weigert Dagobert.                         |                                                                     |                                                               |                                       |         |  |
| 19                                                                      | Sweet Duck Of Youth                                                 | "De Bron Van De Eeuwige Jeugd"                                | "niet verschenen"                     | ja      |  |
| Dagobert gaat op zoek naar de bron van de Eeuwige Jeugd.                |                                                                     |                                                               |                                       |         |  |
| 20                                                                      | Magica's Shadow War                                                 | "Zwarte Magica Ziet Schimmen" / "Schaduw-Gevecht"             | "niet verschenen"                     | ja      |  |
| Zwarte Magica bedenkt een nieuwe spreuk.                                |                                                                     |                                                               |                                       |         |  |
| 21                                                                      | Launchpad's First Crash                                             | "Turbo's eerste crash"                                        | "Third Collection Volume 1"           | ja      |  |
| Dagobert en Turbo blikken terug op hun eerste ontmoeting.               |                                                                     |                                                               |                                       |         |  |
| 22                                                                      | Home Sweet Homer                                                    | "Op Odysseus' voetsporen"                                     | "niet verschenen"                     | ja      |  |
| Dagobert en de neefjes komen terecht in het verleden.                   |                                                                     |                                                               |                                       |         |  |
| 23                                                                      | Duck To The Future                                                  | "Oom Dagoberts Toekomst"                                      | "Third Collection Volume 1"           | ja      |  |
| Zwarte Magica stuurt Dagobert veertig jaar de toekomst in.              |                                                                     |                                                               |                                       |         |  |
| 24                                                                      | Down And Out In Duckburg                                            | "In en uit Duckstad"                                          | "niet verschenen"                     | ja      |  |
| Door een oude familieschuld raakt Dagobert zijn fortuin kwijt.          |                                                                     |                                                               |                                       |         |  |
| 25                                                                      | Dr. Jekyll And Mr. McDuck                                           | "De heer Jekyll en meneer Duck"                               | "Third Collection Volume 2"           | ja      |  |
| Dagobert koopt een koffer op een veilig.                                |                                                                     |                                                               |                                       |         |  |
| 26                                                                      | Time Teasers                                                        | "De Tijd Plagers"                                             | "Second Collection Volume 2"          | ja      |  |
| Willy Wortel geeft een tijdplager aan de neefjes.                       |                                                                     |                                                               |                                       |         |  |
| 27                                                                      | A Drain On The Economy (Part 1 of 'Catch as cash can')              | "Mijn Geld Spoelt Weg"                                        | "Second Collection Volume 2"          | ja      |  |
| Dagobert en Govert beginnen een wedstrijd wie de rijkste eend is.       |                                                                     |                                                               |                                       |         |  |
| 28                                                                      | A Whale Of Bad Time (Part 2 of 'Catch as cash can')                 | "Een Walvis Vol Goud"                                         | "Second Collection Volume 2"          | ja      |  |
| Dagobert wil zijn fortuin overzees verplaatsen.                         |                                                                     |                                                               |                                       |         |  |
| 29                                                                      | Aqua Ducks (Part 3 of 'Catch as cash can')                          | "Alle Eendjes Zwemmen"                                        | "Second Collection Volume 2"          | ja      |  |
| Dagobert zoekt naar zijn verloren fortuin.                              |                                                                     |                                                               |                                       |         |  |
| 30                                                                      | Working For Scales (Part 4 of 'Catch as cash can')                  | "Wie Weegt Die Wint"                                          | "Second Collection Volume 2"          | ja      |  |
| Dagobert wil bewijzen dat hij de rijkste eend is.                       |                                                                     |                                                               |                                       |         |  |
| 31                                                                      | Merit-Time Adventure                                                | "Avontuur op Eenderots Eiland"                                | "Second Collection Volume 2"          | ja      |  |
| Dagobert zit achter een zeeslang aan.                                   |                                                                     |                                                               |                                       |         |  |
| 32                                                                      | Ducky Horror Picture Show                                           | "De Ducky Horror Picture Show"                                | "Third Collection Volume 2"           | ja      |  |
| Dagobert probeert geld te verdienen aan een balzaal.                    |                                                                     |                                                               |                                       |         |  |
| 33                                                                      | The Golden Fleecing                                                 | "Het Gulden Vlies"                                            | "Second Collection Volume 2"          | ja      |  |
| Dagobert gaat nabij de Zwarte Zee op zoek naar het gouden vlies.        |                                                                     |                                                               |                                       |         |  |
| 34                                                                      | Horse Scents                                                        | "Mylady"                                                      | "Second Collection Volume 1"          | ja      |  |
| Dagobert zijn paard doet mee aan een wedstrijd.                         |                                                                     |                                                               |                                       |         |  |
| 35                                                                      | Duckworth's Revolt                                                  | "Van Stoetewolf, de held"                                     | "Second Collection Volume 3"          | ja      |  |
| De neefjes hebben het te doen met Van Stoetenwolf.                      |                                                                     |                                                               |                                       |         |  |
| 36                                                                      | Ducks Of The West                                                   | "Eenden Van Het Wilde Westen"                                 | "Second Collection Volume 2"          | ja      |  |
| De olievelden van Dagobert drogen onverwachts op.                       |                                                                     |                                                               |                                       |         |  |
| 37                                                                      | Pearl Of Wisdom                                                     | "De Parel Der Wijsheid"                                       | "niet verschenen"                     | ja      |  |
| Dagobert gaat op zoek naar de Parel der Wijsheid.                       |                                                                     |                                                               |                                       |         |  |
| 38                                                                      | Once Upon A Dime                                                    | "Reis naar het verleden", ook: "Rijkdom zonder geld"          | "Third Collection Volume 2"           | ja      |  |
| De neefjes horen van het gelukskwartje.                                 |                                                                     |                                                               |                                       |         |  |
| 39                                                                      | Dinosaur Ducks                                                      | "De Verloren Wereld"                                          | "niet verschenen"                     | ja      |  |
| Dagobert en de neefjes gaan op zoek naar een dinosaurus.                |                                                                     |                                                               |                                       |         |  |
| 40                                                                      | Sphinx For The Memories                                             | "Mummie, Help!"                                               | "Ducktales vol. 1 Hotel Von Schnabel" | nee     |  |
| Donald wordt verward met een oude Egyptische farao.                     |                                                                     |                                                               |                                       |         |  |
| 41                                                                      | Double-O-Duck                                                       | "Agent Dubbel O Duck"                                         | "Second Collection Volume 3"          | ja      |  |
| Turbo is de dubbelganger van een spion.                                 |                                                                     |                                                               |                                       |         |  |
| 42                                                                      | Micro Ducks From Outer Space                                        | "De Micro-Ducks"                                              | "niet verschenen"                     | ja      |  |
| Dagobert, de neefjes en Lizzy worden gekrompen.                         |                                                                     |                                                               |                                       |         |  |
| 43                                                                      | Robot Robbers                                                       | "Robot dieven"                                                | "niet verschenen"                     | ja      |  |
| Willie Wortel bedenkt constructie robots uit voor Goudglans.            |                                                                     |                                                               |                                       |         |  |
| 44                                                                      | Send in the Clones                                                  | "Stuur de klonen"                                             | "niet verschenen"                     | ja      |  |
| De zware jongens worden veranderd in de neefjes.                        |                                                                     |                                                               |                                       |         |  |
| 45                                                                      | Lost Crown Of Genghis Khan                                          | "De Kroon Van Genghis Khan"                                   | "Ducktales vol. 1 Hotel Von Schnabel" | ja      |  |
| Dagobert en zijn neefjes landen in de Himalaya.                         |                                                                     |                                                               |                                       |         |  |
| 46                                                                      | The Right Duck                                                      | "De goede eend"                                               | "Second Collection Volume 3"          | ja      |  |
| Turbo wil dolgraag astronaut worden.                                    |                                                                     |                                                               |                                       |         |  |
| 47                                                                      | Back Out In The Outback                                             | "UFO's over Australië"                                        | "Second Collection Volume 3"          | ja      |  |
| Dagobert en zijn neefjes ontmoeten stoere Australiërs.                  |                                                                     |                                                               |                                       |         |  |
| 48                                                                      | Sir Gyro De Gearloose                                               | "Ridder Willie van Wortel"                                    | "niet verschenen"                     | ja      |  |
| Willie Wortel brengt de neefjes naar koning Arthur.                     |                                                                     |                                                               |                                       |         |  |
| 49                                                                      | Raiders Of The Lost Harp                                            | "De harp van Troje" / "De stier van Troje"                    | "Second Collection Volume 3"          | ja      |  |
| Een archeologische opgraving onthuld een oude stad.                     |                                                                     |                                                               |                                       |         |  |
| 50                                                                      | Where No Duck Has Gone Before                                       | "Majoor Koelbloed Uit De Kosmos"                              | "niet verschenen"                     | ja      |  |
| Dagobert krijgt een filmstudio in handen.                               |                                                                     |                                                               |                                       |         |  |
| 51                                                                      | All Ducks On Deck                                                   | "Alle eenden op het dek"                                      | "Third Collection Volume 2"           | ja      |  |
| Donald vermaakt zijn neefjes met verzonnen verhalen.                    |                                                                     |                                                               |                                       |         |  |
| 52                                                                      | The Curse Of Castle McDuck                                          | "Duck's Doem Kasteel"                                         | "Ducktales vol. 2 Dorus Superdoe"     | ja      |  |
| Dagobert komt in het reine met een angst.                               |                                                                     |                                                               |                                       |         |  |
| 53                                                                      | Superdoo!                                                           | "Dorus Superdoe!"                                             | "Ducktales vol. 2 Dorus Superdoe"     | ja      |  |
| Dorus krijgt een raar kristal in handen.                                |                                                                     |                                                               |                                       |         |  |
| 54                                                                      | Earth Quack                                                         | "Aardbeving"                                                  | "niet verschenen"                     | ja      |  |
| Willie Wortel bouwt een enorme aardschokdemper.                         |                                                                     |                                                               |                                       |         |  |
| 55                                                                      | Magica's Magic Mirror / "Take Me Out Of the Ballgame"               | "Magica's Magische Spiegel" / "Haal me hier weg van dit spel" | "Second Collection Volume 3"          | ja      |  |
| Dagobert zijn spiegel kan de toekomst voorspellen.                      |                                                                     |                                                               |                                       |         |  |
| 56                                                                      | Scrooge's Pet                                                       | "Een Huisdier voor Oom Dagobert"                              | "Second Collection Volume 1"          | ja      |  |
| De neefjes kopen een lemming.                                           |                                                                     |                                                               |                                       |         |  |
| 57                                                                      | The Money Vanishes                                                  | "Het Geld Verdwijnt" / "M'n Geld Is Weg"                      | "Ducktales vol. 1 Hotel Von Schnabel" | ja      |  |
| Willie Wortel vindt een materiezender uit.                              |                                                                     |                                                               |                                       |         |  |
| 58                                                                      | Back To The Klondike                                                | "Goldie Glittergoud"                                          | "Second Collection Volume 1"          | ja      |  |
| Dagobert gaat terug naar zijn goudmijn in Klondike.                     |                                                                     |                                                               |                                       |         |  |
| 59                                                                      | Master Of The Djinni                                                | "De Lamp van Aladdin"                                         | "Ducktales vol. 1 Hotel Von Schnabel" | ja      |  |
| Dagobert en Goudglans jagen op Alladin's lamp.                          |                                                                     |                                                               |                                       |         |  |
| 60                                                                      | Launchpad's Civil War                                               | "De Slag Bij Kwakerloo"                                       | "Ducktales vol. 2 Dorus Superdoe"     | nee     |  |
| Turbo krijgt een uitnodiging om mee te spelen in De Slag bij Kwakerloo. |                                                                     |                                                               |                                       |         |  |
| 61                                                                      | Hero For Hire                                                       | "Held te huur"                                                | "niet verschenen"                     | ja      |  |
| Dagobert ontslaat Turbo vanwege zijn blunders.                          |                                                                     |                                                               |                                       |         |  |
| 62                                                                      | Maid Of The Myth                                                    | "Bruinhide Baktaart"                                          | "niet verschenen"                     | ja      |  |
| Mevrouw Baktaart wordt ontvoerd door vikingen.                          |                                                                     |                                                               |                                       |         |  |
| 63                                                                      | Hotel Strangeduck                                                   | "Hotel Von Schnabel"                                          | "Ducktales vol. 1 Hotel Von Schnabel" | ja      |  |
| Dagobert koopt Hotel von Schnabel.                                      |                                                                     |                                                               |                                       |         |  |
| 64                                                                      | Duckman Of Aquatraz                                                 | "Dagobert Dief"                                               | "niet verschenen"                     | ja      |  |
| Dagobert moet de gevangenis in wegens een diefstal.                     |                                                                     |                                                               |                                       |         |  |
| 65                                                                      | The Uncrashable Hindentanic                                         | "De onverwoestbare Hindentanic"                               | "Third Collection Volume 1"           | ja      |  |
| Dagobert wedt dat hij op alles winst kan maken.                         |                                                                     |                                                               |                                       |         |  |

## Seizoen 2
| Nr. serie                                                    | Originele titel                                                | Nederlandse titel                           | Nederlandse DVD              | Disney+ |  |
| ------------------------------------------------------------ | -------------------------------------------------------------- | ------------------------------------------- | ---------------------------- | ------- |  |
| 66                                                           | Marking Time (Part 1 of 'Time Is Money')                       | "De prehistorische gevogelte"               | "Third Collection Volumes 2" | ja      |  |
| Dagobert koopt een eiland met een diamantmijn.               |                                                                |                                             |                              |         |  |
| 67                                                           | The Duck Who Would Be King (Part 2 of 'Time Is Money')         | "Bubba en de unieke koning"                 | "Third Collection Volumes 2" | ja      |  |
| De groep belandt in een land waar een tiran heerst.          |                                                                |                                             |                              |         |  |
| 68                                                           | Bubba Trubba (Part 3 of 'Time Is Money')                       | "Bubba en zijn kameel"                      | "Third Collection Volumes 3" | ja      |  |
| Dagobert geeft Bubba de schuld van z'n financiële problemen. |                                                                |                                             |                              |         |  |
| 69                                                           | Ducks On The Lam (Part 4 of 'Time Is Money')                   | "Eendenjacht"                               | "Third Collection Volumes 3" | ja      |  |
| Dagobert en Bubba belanden in de problemen en de gevangenis. |                                                                |                                             |                              |         |  |
| 70                                                           | Ali Bubba's Cave (Part 5 of 'Time Is Money')                   | "Bubba's Grot"                              | "Third Collection Volumes 3" | ja      |  |
| Dagobert probeert een eiland te kopen.                       |                                                                |                                             |                              |         |  |
| 71                                                           | Liquid Assets ('Part 1 of Super DuckTales')                    | "Doorbraak - opzet gemist"                  | "Third Collection Volumes 3" | ja      |  |
| Dagobert huurt een accountant, Karel Kraakei, in.            |                                                                |                                             |                              |         |  |
| 72                                                           | Frozen Assets ('Part 2 of Super DuckTales')                    | "De bevroren tegoeden"                      | "Third Collection Volumes 3" | ja      |  |
| Karel verliest het geluksdubbeltje aan de Zware Jongens.     |                                                                |                                             |                              |         |  |
| 73                                                           | Full Metal Duck ('Part 3 of Super DuckTales')                  | "De Crash-Boom-Eend"                        | "Third Collection Volumes 3" | ja      |  |
| Roboduck wordt een sensatie bij de mensen in Duckstad.       |                                                                |                                             |                              |         |  |
| 74                                                           | The Billionaire Beagle Boys Club ('Part 4 of Super DuckTales') | "De rijke jongens"                          | "Third Collection Volumes 3" | ja      |  |
| De Zware Jongens laten Roboduck Dagoberts fortuin stelen.    |                                                                |                                             |                              |         |  |
| 75                                                           | Money To Burn ('Part 5 of Super DuckTales')                    | "Het is gewoon allemaal relatief"           | "Third Collection Volumes 3" | ja      |  |
| Ruimterobots stelen Dagoberts geldpakhuis.                   |                                                                |                                             |                              |         |  |
| 76                                                           | The Land Of Trala La                                           | "Het land van Trala-la"                     | "niet verschenen"            | ja      |  |
| Dagobert bezoekt een land waar geen geld wordt gebruikt.     |                                                                |                                             |                              |         |  |
| 77                                                           | Allowance Day                                                  | "De slechte vrijdag"                        | "niet verschenen"            | ja      |  |
| De neefjes willen een nieuwe scooter en foppen Oom Dagobert. |                                                                |                                             |                              |         |  |
| 78                                                           | Bubbeo & Juliet                                                | "Rock 'n Roll en Julia"                     | "niet verschenen"            | ja      |  |
| Bubba wordt verliefd op de dochter van de buren.             |                                                                |                                             |                              |         |  |
| 79                                                           | The Good Muddahs                                               | "De zware meiden"                           | "niet verschenen"            | ja      |  |
| De Zwarte Meiden ontvoeren Lizzy.                            |                                                                |                                             |                              |         |  |
| 80                                                           | My Mother The Psychic                                          | "Mijn moeder is helderziend"                | "niet verschenen"            | ja      |  |
| Karels moeder krijgt een elektrische schok.                  |                                                                |                                             |                              |         |  |
| 81                                                           | Metal Attraction                                               | "Gestaalde liefde"                          | "niet verschenen"            | ja      |  |
| Een robotdienstmeid wordt verliefd op Roboduck.              |                                                                |                                             |                              |         |  |
| 82                                                           | Dough Ray Me                                                   | "De grote geldstroom"                       | "niet verschenen"            | ja      |  |
| Er ontstaat woekerinflatie in Duckstad.                      |                                                                |                                             |                              |         |  |
| 83                                                           | Bubba's Big Brainstorm                                         | "Bubba’s grote hersenstroom"                | "niet verschenen"            | ja      |  |
| De neefjes laten Bubba's IQ stijgen door een uitvinding.     |                                                                |                                             |                              |         |  |
| 84                                                           | The Big Flub                                                   | "Pep moet"                                  | "niet verschenen"            | ja      |  |
| Karel maakt reclame voor een niet-bestaand product.          |                                                                |                                             |                              |         |  |
| 85                                                           | A Case Of Mistaken Secret Identity                             | "Een probleem van een verkeerde identiteit" | "niet verschenen"            | ja      |  |
| De neefjes proberen Rododucks identiteit te achterhalen.     |                                                                |                                             |                              |         |  |
| 86                                                           | Blue Collar Scrooge                                            | "Hulpeloze Dagobert"                        | "niet verschenen"            | ja      |  |
| Dagobert heeft amnesie en gaat met Karels moeder uit.        |                                                                |                                             |                              |         |  |
| 87                                                           | Beaglemania                                                    | "Geen rots zonder Oma"                      | "niet verschenen"            | ja      |  |
| De Zware Jongens worden de nieuwste muzieksensatie.          |                                                                |                                             |                              |         |  |
| 88                                                           | Yuppy Ducks                                                    | "Rijke eendjes"                             | "niet verschenen"            | ja      |  |
| De neefjes doen zaken omdat Dagobert in het ziekenhuis ligt. |                                                                |                                             |                              |         |  |
| 89                                                           | The Bride Wore Stripes                                         | "De bruid draagt strepen"                   | "niet verschenen"            | ja      |  |
| Ma Boef doet alsof ze met Dagobert getrouwd is.              |                                                                |                                             |                              |         |  |
| 90                                                           | The Unbreakable Bin                                            | "De onverwoestbare kluis"                   | "niet verschenen"            | ja      |  |
| Dagobert maakt het geldpakhuis bestand tegen inbraak.        |                                                                |                                             |                              |         |  |
| 91                                                           | Attack Of The Fifty-Foot Webby                                 | "Grote meid"                                | "niet verschenen"            | ja      |  |
| Lizzy wordt een reuzin nadat ze in een plas is gevallen.     |                                                                |                                             |                              |         |  |
| 92                                                           | The Masked Mallard                                             | "De Wakkere Woerd"                          | "niet verschenen"            | ja      |  |
| Dagobert besluit om burgerwacht te worden.                   |                                                                |                                             |                              |         |  |
| 93                                                           | A DuckTales Valentine                                          | "De pijlen van Aprodite"                    | "niet verschenen"            | ja      |  |
| Dagobert schaft magische liefdespijlen aan.                  |                                                                |                                             |                              |         |  |

## Seizoen 3
| Nr. serie                                                   | Originele titel             | Nederlandse titel                        | Nederlandse DVD   | Disney+ |  |
| ----------------------------------------------------------- | --------------------------- | ---------------------------------------- | ----------------- | ------- |  |
| 94                                                          | Ducky Mountain High         | "Paper Blossom Dreams"                   | "niet verschenen" | ja      |  |
| Dagobert probeert land met gouden bomen te bemachtigen.     |                             |                                          |                   |         |  |
| 95                                                          | Attack of the Metal Mites   | "Aanval van de goud termieten"           | "niet verschenen" | ja      |  |
| Goudglans wil Dagoberts fortuin wegvagen.                   |                             |                                          |                   |         |  |
| 96                                                          | The Duck Who Knew Too Much  | "De eend die te veel weet"               | "niet verschenen" | ja      |  |
| Karel brengt een internationale samenzwering aan het licht. |                             |                                          |                   |         |  |
| 97                                                          | New Gizmo-Kids on the Block | "De nieuwe Roboducks"                    | "niet verschenen" | ja      |  |
| De moeder van Karel Kraakei laat het Roboduckpak krimpen.   |                             |                                          |                   |         |  |
| 98                                                          | Scrooge's Last Adventure    | "Het laatste avontuur van Dagobert Duck" | "niet verschenen" | ja      |  |
| Dagobert raakt zijn geld kwijt door een computervirus.      |                             |                                          |                   |         |  |
| 99                                                          | The Golden Goose: Part 1    | "De gouden gans: deel 1"                 | "niet verschenen" | ja      |  |
| Hassan sluit zich aan bij het Broederschap van de Gans.     |                             |                                          |                   |         |  |
| 100                                                         | The Golden Goose: Part 2    | "De gouden gans: deel 2"                 | "niet verschenen" | ja      |  |
| De bende probeert de Gouden Gans terug te krijgen.          |                             |                                          |                   |         |  |